# Saint-Léger-Magnazeix
Saint-Léger-Magnazeix este o comună în departamentul Haute-Vienne din centrul Franței. În 2009 avea o populație de 514 de locuitori.

## Evoluția populației
| An        | 1975 | 1982 | 1990 | 1999 | 2006 | 2009 |
| --------- | ---- | ---- | ---- | ---- | ---- | ---- |
| Populație | 772  | 649  | 589  | 533  | 521  | 514  |